# Võnnu (gemeente)
Võnnu (Estisch: Võnnu vald) is een voormalige gemeente in het zuidoosten van de Estlandse provincie Tartumaa. De gemeente telde 1153 inwoners op 1 januari 2017 en had een oppervlakte van 232,5 km².
De gemeente werd in oktober 2017 bij de fusiegemeente Kastre gevoegd.
De hoofdplaats Vönnu heeft de status van alevik (vlek). De overige twaalf nederzettingen waren dorpen.
De kerk van Võnnu dateert oorspronkelijk uit de 13de eeuw, maar ze werd tussen 1783 en 1787 praktisch geheel vervangen door een barokkerk, die tussen 1870 en 1871 opnieuw werd uitgebreid. Sindsdien behoort het gebouw tot de grootste plattelandskerken in Estland.
Võnnu was de geboorteplaats van de invloedrijke dichter Gustav Suits (1883-1956).

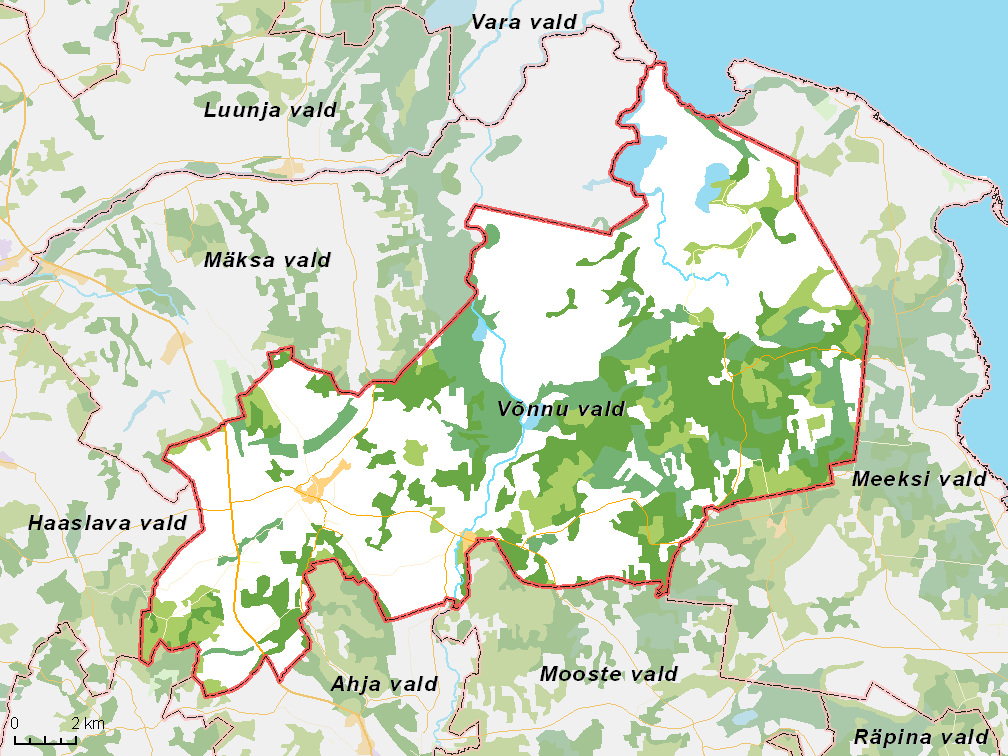
De gemeente met omliggende gemeenten, situatie begin 2017